# Fulnek
Fulnek est une ville du district de Nový Jičín, dans la région de Moravie-Silésie, en République tchèque. Sa population s'élevait à 5 516 habitants en 2024.

## Géographie
Fulnek se trouve à 16 km au nord-ouest de Nový Jičín, à 29 km au sud-ouest d'Ostrava et à 252 km à l'est-sud-est de Prague.
La commune est limitée par Větřkovice, Březová, Vrchy et Skřipov au nord, par Bílovec, Bílov et Kujavy à l'est, par Hladké Životice et Suchdol nad Odrou au sud, et par Odry et Heřmanice u Oder à l'ouest.

## Histoire
La ville se trouve dans l'ancienne province historique de la Moravie. Très endommagée au cours de la Seconde Guerre mondiale, Fulnek a été patiemment restaurée. Elle conserve notamment de vieilles demeures baroques regroupées autour d'une place centrale formant le cœur historique et touristique de la cité. À proximité immédiate de celle-ci se trouve une église baroque.

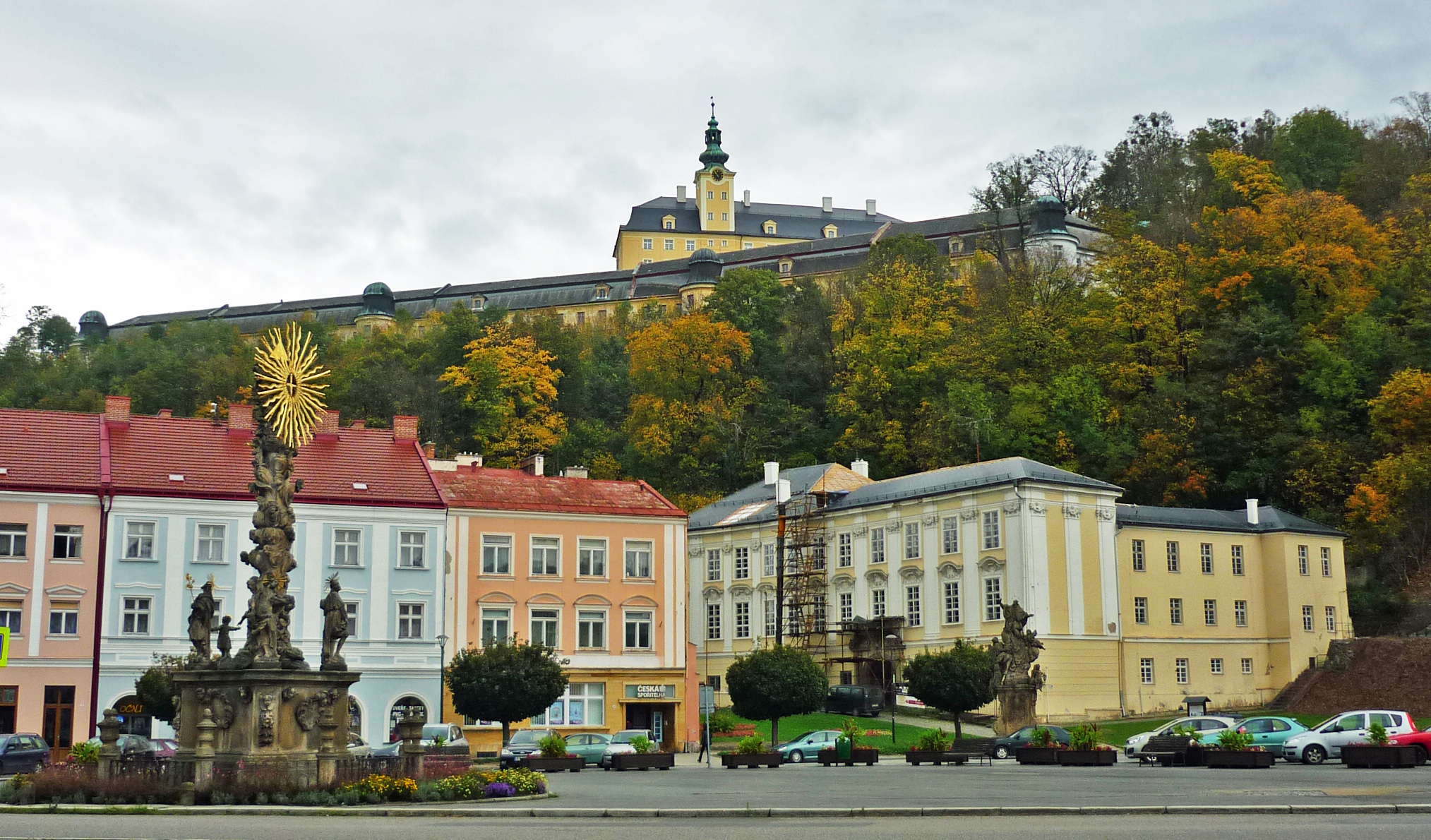
Place Comenius et château à l'arrière plan.
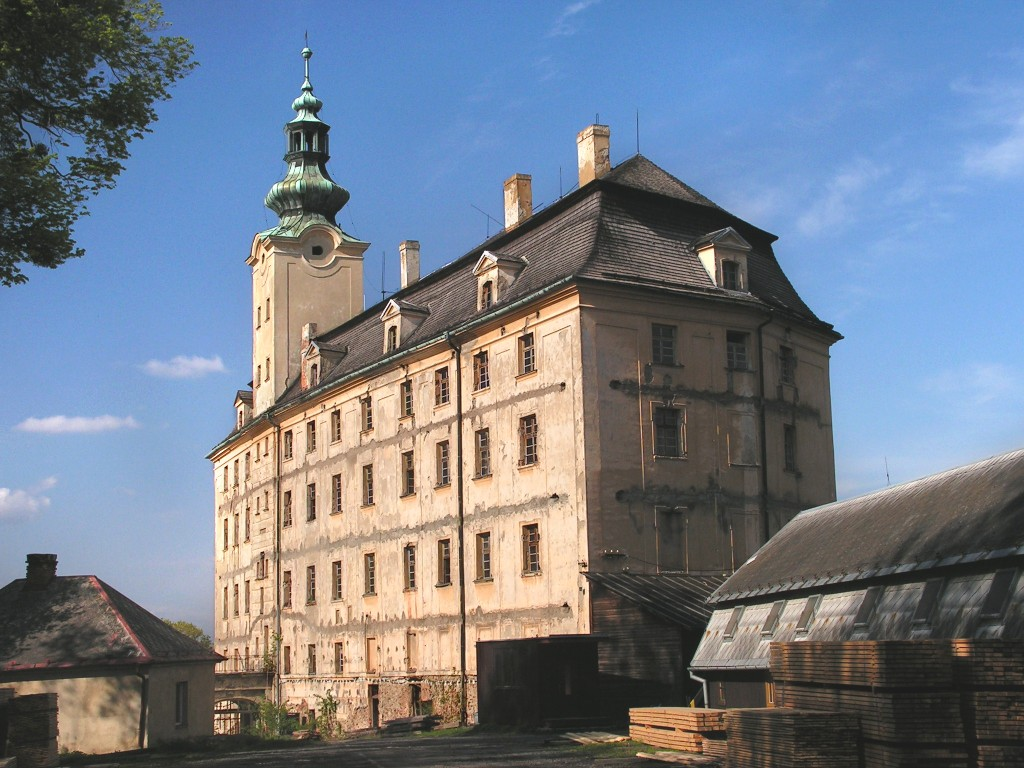
Le château de Fulnek.

Le château, bâti sur une hauteur, est l'un des principaux monuments de la ville. Victime d'un incendie en 1810, il fut rebâti par la suite.

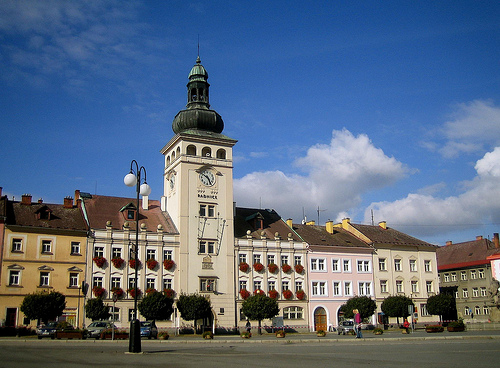
Hôtel de ville.
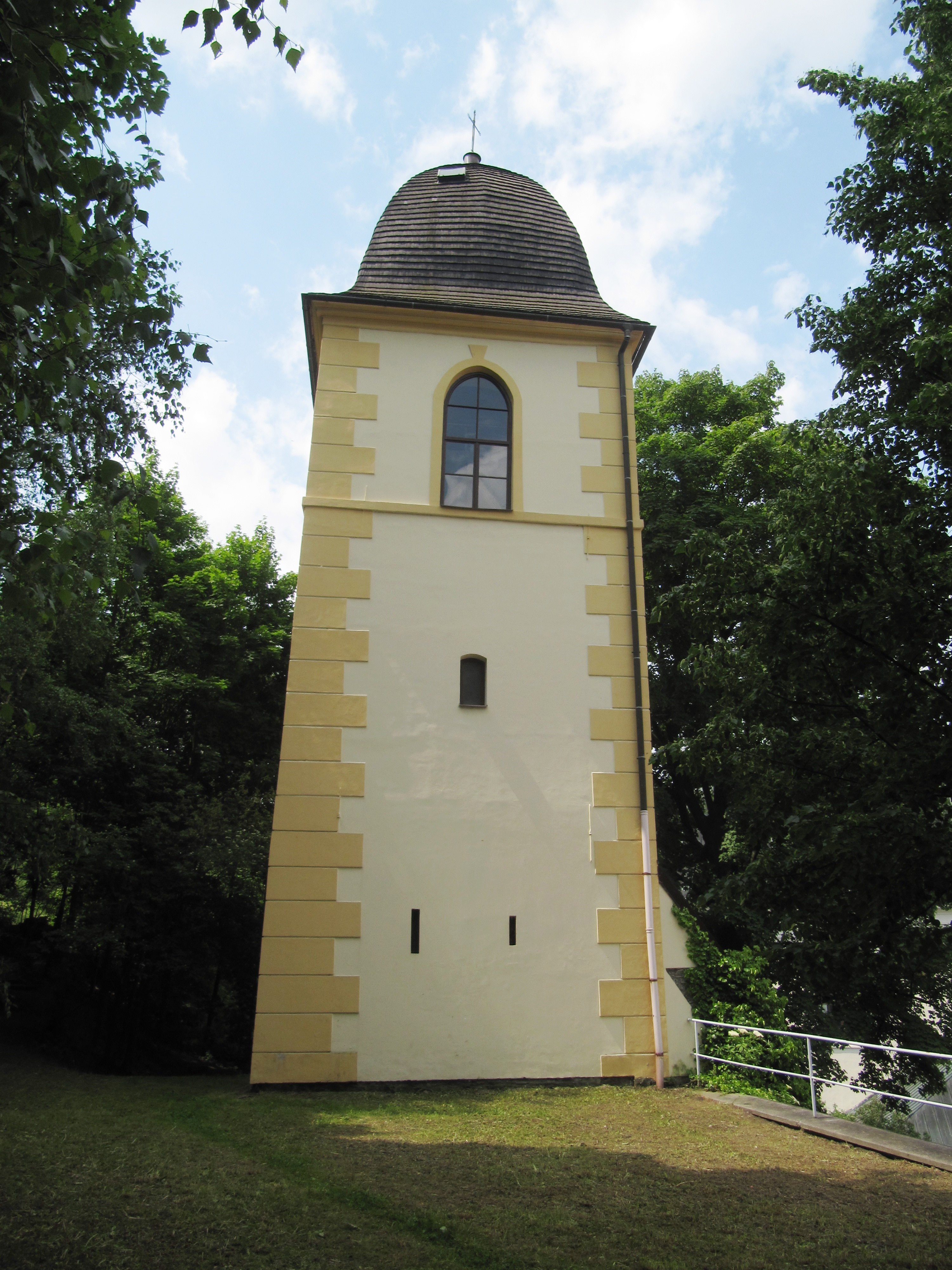
Beffroi.

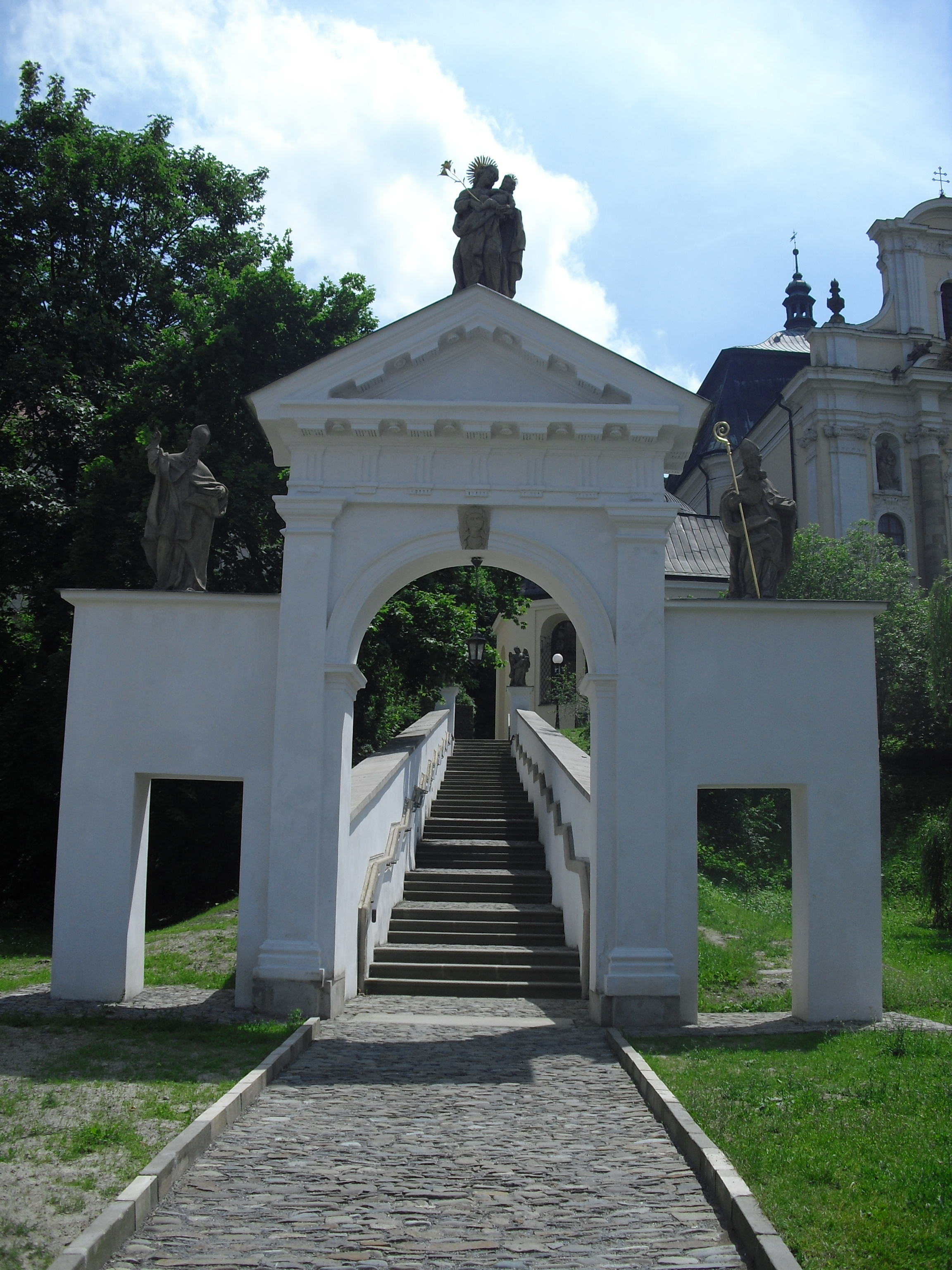
Escalier baroque.
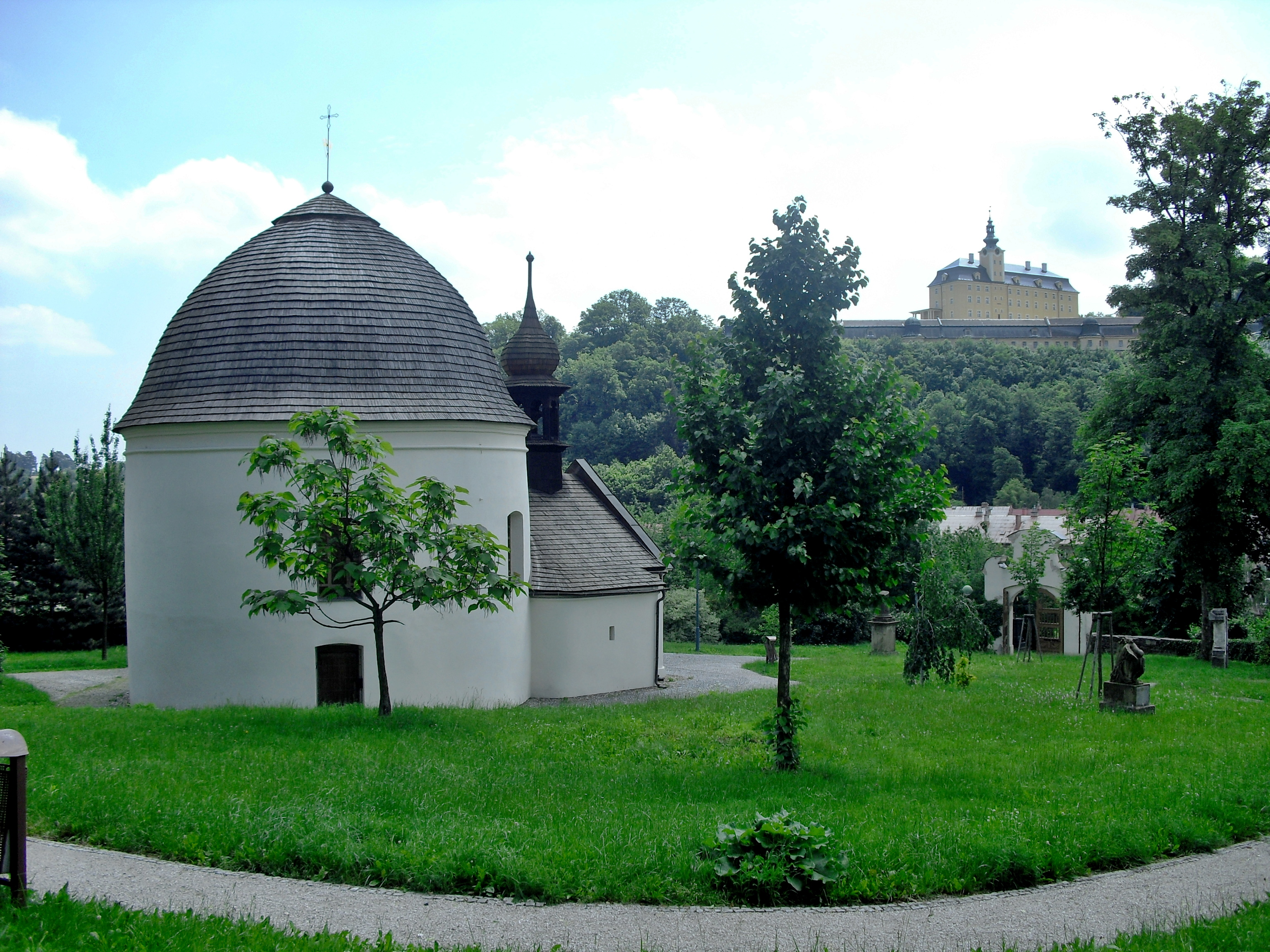
Chapelle Saint-Roch.

## Administration
La commune se compose de onze sections :
- Fulnek
- Děrné
- Dolejší Kunčice
- Jerlochovice
- Jestřabí
- Jílovec
- Kostelec
- Lukavec
- Pohořílky
- Stachovice
- Vlkovice

## Transports
Par la route, Fulnek se trouve à 16 km de Nový Jičín, à 40 km d'Ostrava et à 327 km de Prague.

## Personnalités
- August von Gödrich (1859-1942), coureur cycliste allemand
- Jan Amos Komenský, dit Comenius (1592-1670), humaniste, y enseigna en 1618-1621
- Franz Konwitschny (1901-1962), chef d'orchestre allemand